# Santo Domingo de la Calzada

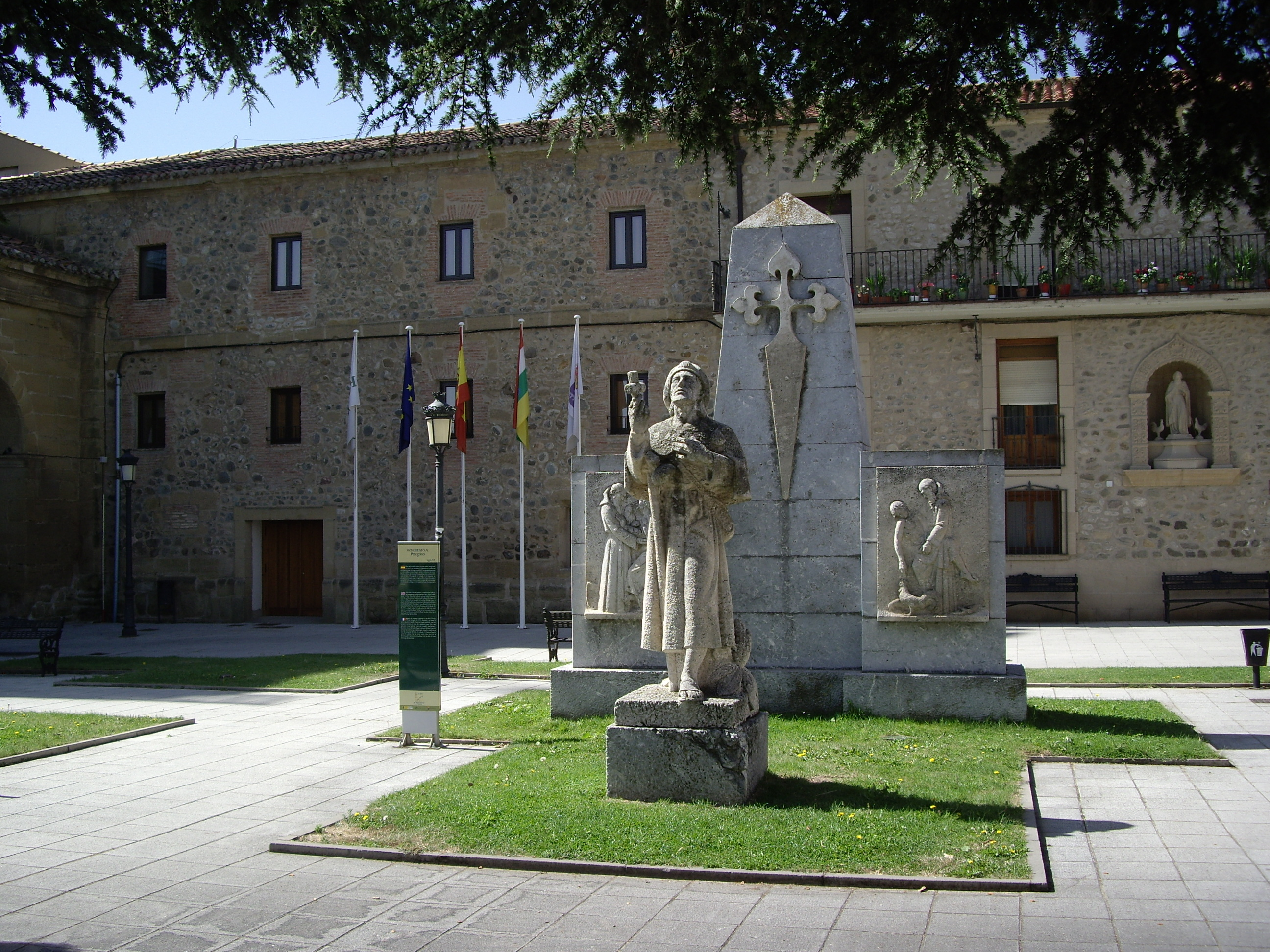

Santo Domingo de la Calzada este un municipiu în sudul La Rioja, în Spania. Are o populație de 6 537 locuitori și suprafață de 40,09 km².